# Helena Jaklitsch
Helena Jaklitsch (ur. 1 lipca 1977 w m. Novo mesto) – słoweńska polityk, urzędniczka i historyk, od 2020 do 2022 minister bez teki ds. diaspory.

## Życiorys
W 2002 ukończyła studia z socjologii i historii na Uniwersytecie Lublańskim. Na tej samej uczelni w 2009 uzyskała magisterium z historii, zaś w 2016 obroniła doktorat poświęcony szkołom słoweńskim w obozach dla uchodźców we Włoszech i Austrii z lat 1945–1950. Od 2005 do 2014 była zatrudniona w ministerstwie sprawiedliwości. Zajmowała się także organizacją wydarzeń podczas prezydencji Słowenii w Radzie UE w 2008. Od 2014 pracowała w ministerstwie kultury w ramach wydziałów języka słoweńskiego i kreatywności.
13 marca 2020 w trzecim rządzie Janeza Janšy z rekomendacji Słoweńskiej Partii Demokratycznej objęła stanowisko ministra bez teki do spraw diaspory. Funkcję tę pełniła do czerwca 2022.